# Stazione di Ōkubo (Kyoto)
La stazione di Ōkubo (大久保駅?, Ōkubo-eki) è una stazione ferroviaria della città di Uji, nella prefettura di Kyoto, in Giappone, servente la linea Kintetsu Kyōto delle Ferrovie Kintetsu, che congiunge Kyoto con Nara. Dista 13,6 km dal capolinea di Kyoto Centrale.

## Linee
Ferrovie Kintetsu
● Linea Kintetsu Kyōto

## Aspetto
La stazione è costituita da 4 binari passanti su viadotto con due marciapiedi a isola collegati al mezzanino sottostante da scale fisse, mobili e ascensori.
| 1 | ■ Linea Kintetsu Kyōto | per Shin-Tanabe, Yamato-Saidaiji, Nara, Tenri, Yamato-Yagi, Kashiharajingū-mae e Yoshino |
| 2 | ■ Linea Kintetsu Kyōto | per Tambabashi, Takeda, Kyoto e Kokusaikaikan                                            |

## Stazioni adiacenti
| «                    | Servizio             | »                    |
| Linea Kintetsu Kyoto | Linea Kintetsu Kyoto | Linea Kintetsu Kyoto |
| -------------------- | -------------------- | -------------------- |
| Iseda                | Locale               | Kutsukawa            |
| Iseda                | Semiespresso         | Kutsukawa            |
| Momoyamagoryōmae     | Espresso             | Shin-Tanabe          |